# Veselin Vlahović
Veselin Vlahović [alias "Batko", conocido como "El monstruo de Grbavica"] (Montenegro, 1969) es un ciudadano montenegrino acusado y condenado a 45 años de cárcel por crímenes de guerra y crímenes contra la humanidad dentro de unidades paramilitares serbobosnias en la guerra de Bosnia y Herzegovina, así como multitud de otros crímenes, incluidos varios asesinatos. Fue detenido en Podgorica como autor de un atraco a mano armada en un café en 1998, pero se fugó en 2001. Estaba reclamado por la justicia de Serbia, Montenegro y Bosnia y Herzegovina y fue detenido en España el 2 de marzo de 2010, ingresando en prisión sin fianza, y siendo extraditado a Bosnia Herzegovina el 25 de agosto de 2010.
El Consejo de Ministros de España acordó su extradición a Bosnia y Herzegovina el 1 de octubre de 2010, bajo las acusaciones de haber cometido graves delitos contra la humanidad durante la guerra de Bosnia y Herzegovina como miembro de las fuerzas armadas de la República Srpska, entre los años 1992 y 1995. En concreto, en 1992 Vlahovic está acusado, junto a otros miembros de los llamados "Ángeles Blancos", de llevarse a quince miembros de una familia a un cementerio judío sito en el municipio de Novo Sarajevo para ametrallarlos, muriendo entre ellos un niño de seis años y una mujer. En julio del mismo año, en Grbavica sacó de su casa a un matrimonio y mató a ambos. En febrero de 2011 el gobierno de España amplió la extradición como sospechoso de haber realizado en Sarajevo (Bosnia), durante los meses de abril a junio de 1992, junto a otros miembros de los Ángeles Blancos, actos contra la población civil no serbia que incluyen secuestros, extorsiones, amenazas, robos, lesiones, violaciones y asesinatos, todos ellos constitutivos de delito de crimen de guerra contra la población civil según el Código Penal de Bosnia y Herzegovina, que se corresponde con el delito contra las personas y bienes protegidos en caso de conflicto armado de los artículos 607 y siguientes del Código penal español.
También está reclamado por las autoridades de Serbia, por un delito de asesinato y por las autoridades de Montenegro, por delito de robo con violencia y crímenes de guerra. Se propuso la entrega de Veselin Vlahovic, en primer lugar, a las autoridades de Bosnia y Herzegovina por ser de aplicación el Convenio Europeo de Extradición de 1957 con los tres países requirentes, al ser cuantitativa y cualitativamente superior la gravedad relativa de los delitos cometidos por el reclamado en Bosnia y Herzegovina. Este Estado cursó por vía diplomática el 8 de marzo de 2010 la solicitud de extradición, previamente a los otros dos Estados.